# Græsmarksbrug
Græsmarksbrug er et dyrkningssystem i landsbyfællesskabets tid, hvor kun omkring halvdelen af det dyrkede areal blev tilsået, mens resten hvilede i 4-5 år. Et fællestræk ved græsmarksbrugene var, at de enkelte inddelinger af bymarken normalt ikke var indhegnet (hvorimod selve bymarken udmærket kunne være afgrænset mod overdrevet med diger, gærder eller hegn). Græsmarksbrug forekom i Jylland, fortrinsvis i hedeegne vest for hovedstilstandslinjen men tillige i Vendsyssel og Thy, Himmerland, på Djursland samt i de sydvestjyske marskegne.

## Tægter
Græsmarksbrug fandtes med eller uden tægter, dvs. faste rotations- og dyrkningsenheder, der ikke nødvendigvis lå samlet. Rotation med tægter skete ved, at der hvert år blev indtaget – heraf navnet tægt – en tægt til afgrødedyrkning og udlagt en anden til græsning. Den indtagne tægt blev gødet, og derfor blev tægt i Nordjylland kaldt årsgøde. Den blev i de følgende år dyrket med fx afgrødeskiftet byg-rug-rug-havre-havre, hvorefter den blev udlagt til græs igen i de næste fem år. I et sådant regulært græsmarksbrug med 10 tægter og en 10-årig rotation ville der altid være en tægt besået med byg, to med rug, to med havre og halvdelen af arealet udlagt til græs, der nåede en så høj alder, at det kunne have en betydelig foderværdi. Blandt driftsformens fordele var, at om foråret ville kun 3/10 af hele det dyrkede areal blive nypløjet og udsat for vindens erosion, hvilket i sandede områder kunne have voldsomme virkninger. Dyrkningsmåden havde derfor to fordele: den gav et mere eller mindre fast udbytte hvert år, og den var skånsom over for jordbunden.

## Hovedtyper
Græsmarksbruget fandtes i tre hovedtyper:
- Inddeling i tægter, modsvarende rotationens størrelse. Hvis rotationen var 5/5, ville inddelingen bestå i 10 tægter, ved rotation 4/4 i 8 tægter.
- Inddeling af dyrkningen i agre eller grupper af agre, samlede i fald eller skifter, men uden en fast rotation gældende for hele bymarken. Dyrkningen var således varierende eller fleksibel og beroede på, hvad bønderne fandt det overkommeligt at gøde og dyrke.
- "Limfjordssystemet" inddelte bymarken i indmark og udmark med særegne skifter, fx alsædejord dyrket hvert år og med gødskning hvert 4. år, brødjord med periodisk hvile og gødskning hvert 8. år, og havreland der aldrig fik gødning og kun blev besået med havre et par år, efterfulgt af lang tids hvile. Denne dyrkningsform fandtes kun på Mors og i Thy.[6]

Den vigtigste del af husdyrgræsningen skete på overdrev og heder under bevogtning af hyrder, men også tægter til græs kunne udnyttes til græsning. Fra Valborgsdag (1. maj) blev hvilende tægter kun brugt til græsning med tøjret kvæg.